# محمد بن عبد الرحمن العطوي
محمد بن عبد الرحمن بن أبي عطية العطوي الهذلي ( 267 هـ / 880 م) أديب وشاعر من العصر العباسي الأوَّل.

## نسبه
ذكر أبو علي الهجري نسبه وكان معاصرا له وهو.
- محمد بن عبد الرحمن بن عطية العطوي الجربي من بني جريبة ( جريب ) بن سعد بن هذيل بن مدركة بن الياس بن مضر بن نزار بن معد بن عدنان.[3]

## سيرته
ولِدَ محمد بن عبد الرحمن في مدينة البصرة، وتاريخ ميلاده مجهول، حالف بني ليث من قبيلة كنانة. ونشأ محمد بن عبد الرحمن في مدينة البصرة، وتلقى مبادئ الاعتزال عن الحسين بن محمد النجار، وكان النجار يتفاوت في مذهبه بين المعتزلة وأهل السُنَّة والجماعة، ثُمَّ غادر إلى سامراء وتتلمذ لدى القاضي أحمد بن أبي دؤاد، الذي كان أكثر ميولاً نحو المعتزلة، وفي سامراء بدأ محمد بن عبد الرحمن في نظم الشعر، فمدح أستاذه ابن أبي داؤد، ورثاه بعد وفاته. كان محمد بن عبد الرحمن مولعاً بالنبيذ، وذاع صيته على وجه الخصوص في خلافة المتوكِّل، وفي سامراء توثَّقت صلاته بالوزير أحمد بن الخصيب، 

## شعره
اهتمامه بالجدل واللاهوت انعكس في أشعاره، فمزج قصائده الأدبية بالعلوم العقائدية، وتناول في شعره المديح والرثاء والغزل والخمر والحكمة.

## وفاته
ولا يُعرف على وجه الدقة تاريخ وفاته، ويُقدِّر خير الدين الزركلي وفاته في 250هـ، ويستنتج عمر فروخ من المرويات حوله أنَّه تُوفِّي في عام 265هـ.